# Irisbus Citelis
Irisbus Citelis je avtobus, ki ga je med letoma 2005 in 2013 proizvajalo podjetje Irisbus (danes Iveco). Citelis je nadomestil modela Irisbus CityClass in Renault Agora, medtem ko je njegov naslednik Iveco Urbanway.
Obstaja več različic, in sicer:
- Citelis 10,5 m, enojni mestni avtobus dolžine 10,5 metrov,
- Citelis 12 m, enojni mestni avtobus dolžine 12 metrov,
- Citelis 12 m Line, enojni medkrajevni avtobus dolžine 12 metrov,
- Citelis 18 m, zglobni mestni avtobus dolžine 18 metrov.

Sprejmejo lahko med 100 in 150 potnikov. Avtobuse izdelujejo v tovarnah v Franciji (Annonay) in na Češkem (Vysoké Mýto; nekdanje podjetje Karosa).
V modelih so lahko vgrajeni dizelski motorji Euro 4 in Euro 5, v nekaterih vzhodnoevropskih državah jih poganja elektrika in delujejo kot trolejbusi (model Škoda 24Tr Irisbus), proti koncu proizvodnje pa so vgrajevali tudi motorje Cursor 8 CNG EEV, ki jih poganja zemeljski plin (metan). Vsa vozila so opremljena s samodejnimi menjalniki Voith oz. ZF, ABS zavorami, pogon imajo zadaj.

## Slovenija
V Sloveniji ima Citelise v svojem voznem parku podjetje LPP. Po uspešnem testu plinskega avtobusa zagrebškega podjetja ZET je bilo jeseni 2011 dobavljenih 20 avtobusov Irisbus Citelis CNG, ki so dobili interne oznake 100–119, pozimi 2013 pa še 3 enojne in enega zgibnega. Zaradi tega je bila odprta tudi nova sodobna plinska polnilnica ob Cesti Ljubljanske brigade v Zgornji Šiški. 

## Tehnični podatki
|                                      | diesel       | diesel         | diesel       | diesel       | CNG          | CNG                | CNG          |
| ------------------------------------ | ------------ | -------------- | ------------ | ------------ | ------------ | ------------------ | ------------ |
| tip                                  | 10,5 m       | 12 m           | 12 m Line    | 18 m         | 10,5 m       | 12 m               | 18 m         |
| motor                                | cursor 8 F2B | cursor 8 F2B   | cursor 8 F2B | cursor 8 F2B | cursor 8 F2G | cursor 8 F2G       | cursor 8 F2G |
| prostornina (cm3)                    | 7.790        | 7.790          | 7.790        | 7.790        | 7.790        | 7.790              | 7.790        |
| moč (kW)                             | 80 - 213     | 80 - 213       | 80 - 213     | 213–280      | 80 - 213     | 80 - 213           | 213–243      |
| dolžina (mm)                         | 10.490       | 11.990         | 11.990       | 17.900       | 10.490       | 11.990             | 17.900       |
| širina (mm)                          | 2.500        | 2.500          | 2.500        | 2.500        | 2.500        | 2.500              | 2.500        |
| višina (mm) (brez klimatske naprave) | 2.924        | 2.924          | 2.979        | 2.924        | 3.301        | 3.301              | 3.301        |
| teža (kg)                            | ?            | 11.200         | ?            | ?            | ?            | 11.325             | ?            |
| poraba                               | ?            | 40–50 l/100 km | ?            | ?            | ?            | 40 kg plina/100 km | ?            |
| št. rezervoarjev/skupna kapaciteta   | ?            | ?              | ?            | ?            | ?            | 8/1240 litrov      | ?            |